# Zou (serie animata)
Zou è una serie televisiva animata per bambini francese in computer grafica 3D, ispirata dai libri dell'autore francese Michel Gay. Era prodotta dalla compagnia francese Cyber Group Studios.

## Trama
Zou parla della vita quotidiana e delle avventure della zebra antropomorfa Bizou (chiamata spesso Zou), della sua famiglia e dei suoi amici. La maggior parte degli episodi contiene il nome di Zou nel titolo e si svolge nella casa della zebra o nel suo giardino. Zou vive con i genitori, i nonni e la bisnonna. Ogni episodio è incentrato attorno ad un semplice problema che Zou deve risolvere, spesso con l'aiuto della sua famiglia o dei suoi amici.

## Personaggi
- Bizou David Stripeman (Zou): è un'allegra zebra di 6 anni che solitamente indossa una maglietta bianca sopra una tuta gialla. È il protagonista della serie e dimostra interesse verso molti diversi percorsi lavorativi. È doppiato da Lorenzo Crisci (prima stagione) e Riccardo Suarez (seconda stagione).
- Poc: è un pappagallo che si trova costantemente con Zou. Non è chiaro se sia considerato un animale domestico o meno: mostra diversi segni di antropormorfismo ma non sa parlare, inoltre il programma riserva caratteristiche completamente umane solo alle zebre. Vive in un orologio a cucù nella camera da letto di Zou.
- Elzee Blackhoof: è la vicina di casa di Zou, suo coetaneo. Solitamente indossa un lungo vestito viola. Le sue larghe orecchie la rendono leggermente più alta di Zou. Dimostra di essere più ragionevole di Zou e spesso si oppone alle sue idee assurde, finendo comunque per unirvisi. Sembra avere un'attrazione romantica nei confronti di Zou, facendo la timida o ridendo imbarazzata quando lui le fa un complimento. Ha caratteristiche più mascoline di Zinnia: le piace il calcio e non disprezza unirsi alle stravaganti attività di Zou. È doppiata da Sara Labidi.
- Zinnia Stripeman: è la cugina di Zou. È una ballerina in erba e tende ad essere altezzosa e arrogante. Indossa sempre abiti adatti al ballo ed ha caratteristica più femminili rispetto ad Elzee. Non è molto gradita a Zou che suole inventare scuse per evitare di passare del tempo con lei che prova a obbligarlo a passatempi femminili, senza accorgersi che Zou non prova il minimo interesse per essi. Pur dando idea di essere l'antagonista della serie, di volta in volta dimostra di prendersi cura di Zou. È doppiata da Greta Bonetti.
- Zak A. Zoey Jr.: è un impaziente e paffuto amico di Zou. È più giovane di Zou e di Elzee e indossa una maglietta rossa, con una lettera J sopra, e pantaloncini cachi. Suo padre è il Signor Zoey. È doppiato da Paola Del Bosco.
- David R. Stripeman Jr.: è il padre di Zou. È doppiato da Gabriele Lopez.
- Elizabeth Stripeman: è la madre di Zou, lavora all'ospedale locale ed è solita chiamare suo figlio con il nome completo. È doppiata da Marzia dal Fabbro.
- David R. Stripeman Sr.: è il nonno paterno di Zou, è una zebra abile. Spesso si trova in garage a costruire qualcosa. È doppiato da Gianni Giuliano.
- Lillian Stripeman: è la nonna paterna di Zou, solitamente cucina torte o altri tipi di dolci. È doppiata da Caterina Sylos Labini.
- Flora Stripeman (Nana): è la bisnonna di Zou, cui è solita dare molti baci sulla guancia. Sa suonare il piano e canta, e conosce tra le altre canzoni la sigla del programma. Ha dei leggeri problemi di udito. È doppiata da Paila Pavese.
- Zavier Stripeman: è il padre di Zinna e lo zio di Zou. È un ricco uomo d'affari che possiede la più grande casa del vicinato. È doppiato da Ivan Andreani.
- Zelda Stripeman: è la madre di Zinna e la zia di Zou. Gestisce la boutique di lusso di famiglia assieme a Zavier. È doppiata da Paola Del Bosco.
- Signor Zoey: è il padre di Zak. È sia il postino sia il negoziante locale. È doppiato da Ivan Andreani.
- Signora Brenda Zolli: è una vigilessa urbana. È doppiata da Daniela Calò.